# Fishdom
Фішдом (англ. Fishdom) — багатоплатформова казуальна гра в жанрі «три в ряд», розроблена російською компанією Playrix у 2008 році та випущено 19 червня 2008. Версію для Nintendo DS розробила компанія Joindots. Видавалася російськими компаніями Alawar, Nevosoft та американською компанією Big Fish Games. Версію для Nintendo DS видавала Atari та Ronomedia, вона була випущена 28 червня 2011. Версія для Android була випущена 2 березня 2016. Гра має DSiWare-версію, за допомогою якої ця стає доступною на Nintendo 3DS.
Завданням гри є придбання та подальше прикрашення віртуального акваріума. Облаштований гравцем акваріум можна використовувати як скрінсейвер.
У рамках бренду Fishdom вийшла серія продовжень у різних жанрах. У квітні 2009 року відбувся випуск Fishdom H2O: Підводна Одіссея, першого проєкту Playrix у жанрі Hidden Object. Також у 2009 році вийшли три тематичні святкові ігри — Fishdom: Хелловін, Fishdom: Harvest Splash та Fishdom: Зимові канікули. У березні 2010 року відбувся випуск соціальної версії Fishdom у мережі Facebook.
Спочатку гру можна було тільки завантажити онлайн для Windows. Пізніше гра Fishdom стала доступною на платформах Mac, Nintendo DS, Nintendo 3DS 13 листопада 2014 та Android 2 березня 2016 року з рекламою та покупках у грі.
Крім того, випущено кілька сиквелів.

## Ігровий процес

Демонстрація ігрового процесу

Основний процес засновано на механіці жанру «три в ряд». Гравець проходить рівні, що полягають у пошуку та зіставленню комбінацій по три або більше фішок одного типу на ігровому полі, що дає можливість заробити гроші (в грі використовуються долари) для створення та прикраси трьох різних акваріумів. У кожного акваріума є 3 показники (Рибки, Прикраси, Комфорт). Гравець повинен довести всі три показники до потрібного рівня, у такому разі він може або продовжити покращувати поточний акваріум, або переходить до наступного.
Кожен акваріум передбачає нагороди: бронзовий, срібний та золотий кубки. Щоб отримати нагороду, необхідно підняти всі показники якості акваріума до необхідної величини:
- Рибки — істоти, що самовільно рухаються в акваріумі. Кількість рибок кожного виду не обмежена. Після придбання рибки автоматично з'являються в акваріумі.
- Прикраси — предмети для покращення вигляду акваріума (водорості, черепашки, декоративні фігурки тощо). Кількість предметів кожного виду не обмежена. Предмети можна розташовувати в будь-якому місці акваріума і переміщувати будь-якої миті часу в режимі магазину.
- Комфорт — пристрої для покращення зручності проживання рибок в акваріумі (годівниця, аератор, підсвічування тощо). Пристрій кожного виду можна купити лише один раз, але можна робити покращення рівня пристрою. Вони з'являються в певному, заданому місці.

Іноді гравцеві дається підказка щодо можливого поліпшення акваріума: над тією чи іншою рибкою з'являється зображення того, що вона «мріє» (партнер у виді якогось типу риби або будь-яка прикраса для акваріума).

## Мобільна версія
2 березня 2016 року була випущена версія гри для Android, у яку розробники додали рекламу та покупки через застосування. Мала візуальний стиль, що значно відрізняється від версії для ПК спрощенням. Була доповнена декораціями, новими акваріумами, рибками, сезонними та сюжетними подіями. Додає нову валюту кристали у гру, також додані різноманітні бустери. Має більш ніж 100 000 000 завантажень у Google Play.

## Рецензії та нагороди гри
- Один із переможців премії iParenting Media Awards (Walt Disney Internet Group) у номінації найкраща комп'ютерна гра 2009 року;[12]
- Учасник премії Great Game у номінації найкраща Match-3 гра (RealGames, RealNetworks, Inc.);
- Одна з найкращих за підсумками продажів ігор 2009 року на сайті австралійської компанії BigPond;[13]
- Одна з найкращих ігор 2009 року у номінаціях Bestseller of 2009, Most Played, Most Downloaded на порталі AOL;[14]
- Найкраща за результатами продажів гра в жанрі «три в ряд» за історію ігрового порталу Big Fish Games;[15]
- Результати на Casualcharts[16]

Fishdom входить до числа найпопулярніших ігор від розробника Playrix і отримала в цілому позитивні відгуки.
Компанія iParenting Media назвала спіноф Fishdom H2O: Hidden Odyssey (рос. Фишдом H2O. Подводная Одиссея) у жанрі пошук предметів однією з найкращих відеоігор 2009 року.
Згідно з аналітикою Sensor Tower, Fishdom була найкращою грою в категорії «Пазл&Декорування» з близько 15,6 мільйона завантажень у 2020 році. Гра посіла 16 місце у щорічному списку найкращих безплатних ігор App Store (8 місце для iPad, 19 для iPhone). За даними Statista, гра була однією з десяти найбільш завантажуваних ігор-головоломок станом на 2021 рік.

### Негативне прийняття
Попри, гарне прийняття, деякі вважають, що мобільна версія гри використовує модель pay-to-win оскільки їм здається, що в цій версії є майже неможливі рівні, які зазвичай потребують прискорювачів гри (бустери), щоб легко перемогти. Інші також лають гру за неправдиву рекламу, оскільки головоломки, де треба витягувати шпильки в рекламі, рідко можна побачити в грі. Але, це стосується лиш мобільної версії гри. Ця частина негативного сприйняття також може бути застосована до інших ігор Playrix, таких як Homescapes і Gardenscapes: New Acres, деякі також застосовують цю критику до самої компанії.